# Epiplema lacerataria
Epiplema lacerataria är en fjärilsart som beskrevs av Walker 1861. Epiplema lacerataria ingår i släktet Epiplema och familjen Uraniidae. Inga underarter finns listade i Catalogue of Life.